# Garabiolo
Garabiolo è una frazione geografica del comune di Maccagno con Pino e Veddasca, in provincia di Varese, posta sulle alture a nordest di Maccagno.

## Storia
Garabiolo fu un antico comune del Milanese.
Registrato agli atti del 1751 come un borgo di 225 abitanti, nel 1786 Garabiolo entrò per un quinquennio a far parte dell'effimera Provincia di Varese, per poi cambiare continuamente i riferimenti amministrativi nel 1791, nel 1798 e nel 1799.
Alla proclamazione del Regno d'Italia nel 1805 risultava avere solo 194 abitanti. Nel 1809 il municipio fu quindi soppresso su risultanza di un regio decreto di Napoleone che lo annesse a Campagnano. Il comune di Garabiolo fu tuttavia ripristinato con il ritorno degli austriaci. Nel 1853 risultò essere popolato da 221 anime, scese a 197 nel 1871. Il processo di impoverimento demografico a causa della mancata industrializzazione della montagna continuò nel tempo, tanto che nel 1921 si registrarono ancora soltanto 196 residenti. Fu così che nel 1927 il regime fascista decise di sopprimere il comune, unendolo a Maccagno.
Nel 2014 ha seguito le sorti di tutto il comune di Maccagno ed è confluito nel nuovo comune di Maccagno con Pino e Veddasca.